# عبدالله توحیدی مهر
عبدالله توحیدی مهر یکی از بازیکنان فوتبال ایران است. این بازیکن در طول در دوران حضورش، در تیم‌های مختلفی من‌جمله ابومسلم خراسان مشارکت داشته‌است.